# Titus Păunescu
Silviu-Titus Păunescu (n. 22 iunie 1979, Miloșești, România) este un politician român, ales în 2020 deputat din partea partidului Alianța pentru Unirea Românilor (AUR). 

## Tinerețe și educație
Păunescu s-a născut pe 22 iunie 1979, la Miloșești, Județul Ialomița, în Republica Socialistă România. A studiat la Universitatea Bioterra din București în perioada 2007–2011, specializându-se în Management Financiar-Contabil, după ce a urmat cursurile Facultății de Mecanică de Precizie la Universitatea Politehnica din București între 1998 și 2000. De asemenea, și-a finalizat studiile liceale la Liceul „Petru Poni” din București în perioada 1994–1998.

## Carieră profesională
În annul 2000, Păunescu a început lucrând ca agent de vânzări și distribuție la Beofon SRL. În 2003 a trecut în sectorul transporturilor, activând inițial ca tehnician la Falck România, apoi ca inspector în organizarea transportului de valori la Dragon Star Guard, până în 2006. Între 2006 și 2008, a fost inspector de daune la Asitrans, iar între 2008 și 2010, inspector regional de daune la OTP Garancia Asigurări. Între 2010 și decembrie 2020, a lucrat ca inspector senior de daune la Groupama Asigurări România.

## Carieră politică

### Deputat (2020–prezent)

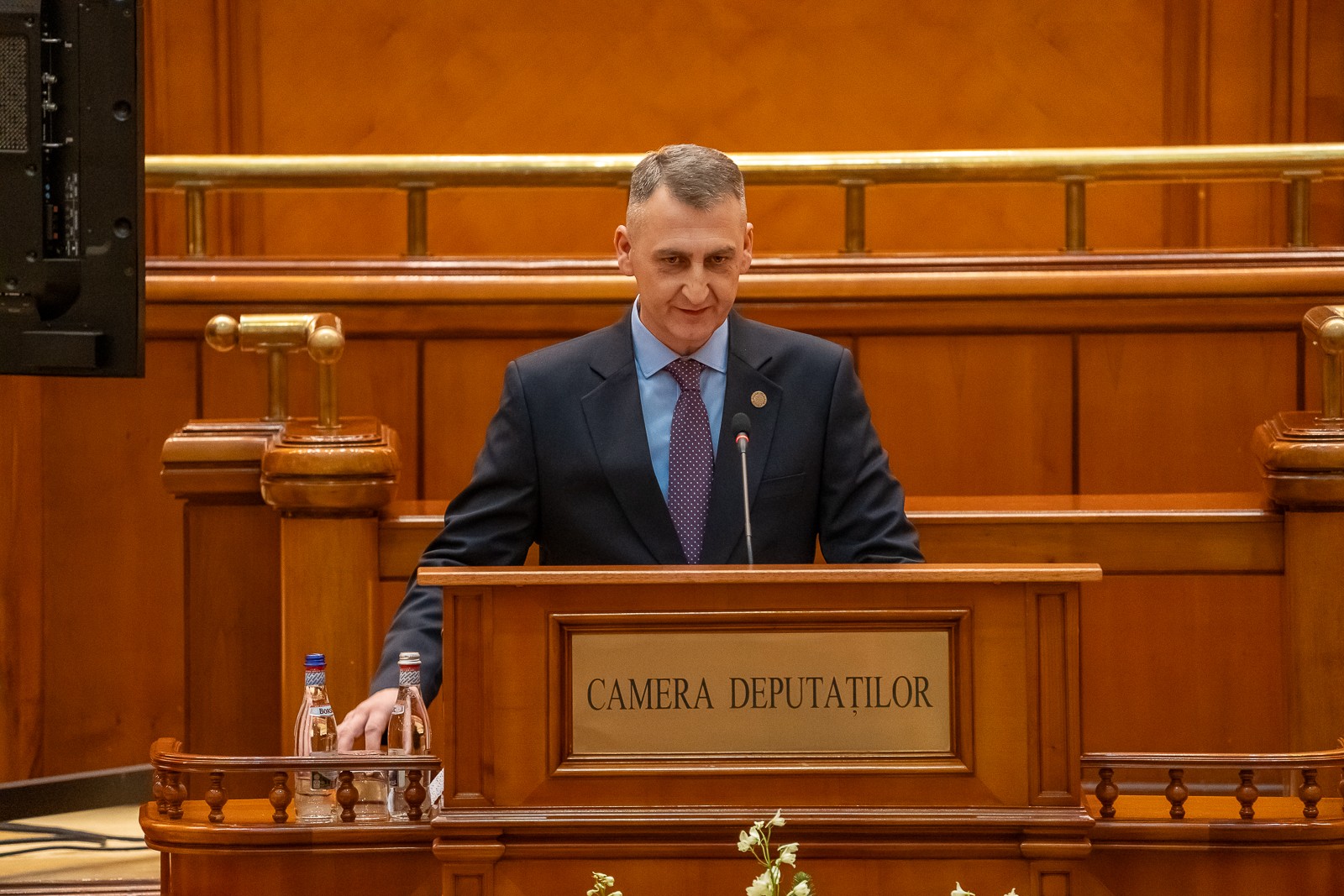
Păunescu depunând jurământul, 21 decembrie 2024

La alegerile parlamentare din România din 2020, Păunescu a fost ales deputat în circumscripția nr. 23 Ialomița, din partea partidului Alianța pentru Unirea Românilor, în cadrul scrutinului desfășurat la data de 6 decembrie, preluând mandatul la 21 decembrie. A fost ales deputat în aceeași circumscripție la alegerile din 2024 pe 1 decembrie a acelui an.